# Bezirksamt Schliengen
Das Bezirksamt Schliengen, auch: Unteramt Schliengen, Amt Schliengen oder Oberamt Schliengen, war ein kurzlebiger staatlicher Verwaltungsbezirk im Kurfürstentum Baden und Großherzogtum Baden, der von 1803 bis 1810 existierte und dessen Gemeinden heute fast alle zum Landkreis Lörrach gehören.

## Geschichte
Nach dem Anfall der hochstift-baselischen Landvogtei Schliengen an das Kurfürstentum Baden am 30. November 1802 regelte Baden die neue Verwaltungsorganisation im 6. Organisations-Edikt vom 9. März 1803. Hierbei wurden die Ortschaften der ehemaligen Landvogtei Schliengen auf die Oberämter Rötteln (Istein und Huttingen) und Badenweiler (Schliengen, Mauchen, Steinenstadt) aufgeteilt. Innerhalb des Oberamts Badenweiler gab es ein Unteramt Schliengen, das von Karl Ludwig Barck geleitet wurde.
|  | 1803 | errichtet als provisorisches Unteramt des Oberamtes Badenweiler |
|  | 1805 | als ordentliches Amt Schliengen erweitert                       |
|  | 1807 | als Oberamt benannt mit gleichem Umfang                         |
|  | 1809 | Auflösung mit Wirksamkeit 1810 verfügt                          |

1805 wurde ein eigenständiges Amt Schliengen geschaffen, das nebst den drei Ortschaften des bisherigen Unteramts um die vom Oberamt Rötteln wieder abgelösten Ortschaften Istein und Huttingen, sowie 8 weiteren Ortschaften angereichert wurde die bisher zum Oberamt Rötteln gehörten.
Bei der Reorganisation der badischen Bezirksverwaltung im Jahre 1807 wurden die bisherigen Ämter Schliengen und Badenweiler unverändert belassen und beide wurden als Oberämter bezeichnet.
Im Rahmen einer erneuten Reorganisation der Bezirksverwaltung wurde das Amt Schliengen 1810 aufgelöst. Die Ortschaften wurden den neuen Bezirksämtern Lörrach, Kandern und Müllheim zugeteilt. Der bisherige Amtsleiter Barck wurde zweiter Beamter beim Oberamt Emmendingen. Nach der Auflösung des Bezirksamtes Kandern 1819 wurden die Gemeinden auf die Amtsbezirke Müllheim und Lörrach aufgeteilt.
Durch das Gesetz über die Neueinteilung der inneren Verwaltung vom 30. Juni 1936. wurden per 1. Oktober 1936 von den hier behandelnden Gemeinden Hertingen und Tannenkirch dem Bezirksamt Müllheim zugeteilt. Mit Wirkung vom 1. Januar 1973 wurde der Landkreis Müllheim aufgelöst und die beiden Gemeinden kamen zum Landkreis Lörrach.
Steinenstadt gehört heute zum Landkreis Breisgau-Hochschwarzwald. Alle anderen Gemeinden des ehemaligen Amtes Schliengen liegen heute im Landkreis Lörrach.

## Gemeinden des Unteramtes/Amtes
| Gemeinde      | 1803 von              | 1805 vom Oberamt | 1809/10 zum Bezirksamt | Anmerkungen                   | Wappen |
| ------------- | --------------------- | ---------------- | ---------------------- | ----------------------------- | ------ |
| Schliengen    | Landvogtei Schliengen |                  | Kandern                | [ 9 ]                         |        |
| Mauchen       | Landvogtei Schliengen |                  | Kandern                | [ 10 ]                        |        |
| Steinenstadt  | Landvogtei Schliengen |                  | Kandern                | [ 11 ]                        |        |
| Obereggenen   | Oberamt Rötteln       |                  | Kandern                | ; mit Schallsingen            |        |
| Niedereggenen | Oberamt Rötteln       |                  | Kandern                | [ 14 ]                        |        |
| Feldberg      | Oberamt Rötteln       |                  | Kandern                | ; mit Gennenbach und Rheintal |        |
| Sitzenkirch   | Oberamt Rötteln       |                  | Kandern                | [ 18 ]                        |        |
| Feuerbach     | Oberamt Rötteln       |                  | Kandern                | [ 19 ]                        |        |
| Auggen        | Oberamt Badenweiler   |                  | Müllheim               | ; mit Hach und Zizingen       |        |
| Vögisheim     | Oberamt Badenweiler   |                  | Müllheim               | [ 23 ]                        |        |
| Istein        |                       | Rötteln          | Lörrach                | [ 24 ]                        |        |
| Huttingen     |                       | Rötteln          | Lörrach                | [ 25 ]                        |        |
| Hertingen     |                       | Rötteln          | Kandern                | [ 26 ]                        |        |
| Tannenkirch   |                       | Rötteln          | Kandern                | [ 27 ]                        |        |
| Blansingen    |                       | Rötteln          | Kandern                | [ 28 ]                        |        |
| Welmlingen    |                       | Rötteln          | Kandern                | [ 29 ]                        |        |
| Kleinkems     |                       | Rötteln          | Kandern                | [ 30 ]                        |        |
| Mappach       |                       | Rötteln          | Lörrach                | mit Maugenhard                |        |
| Wintersweiler |                       | Rötteln          | Kandern                | [ 33 ]                        |        |